# ヘンリー・ブリッジマン (初代ブラッドフォード男爵)
初代ブラッドフォード男爵ヘンリー・ブリッジマン（英語: Henry Bridgeman, 1st Baron Bradford、1725年9月7日 – 1800年6月5日）は、グレートブリテン王国の政治家、貴族。1748年から1794年まで庶民院議員を務めたが、46年間にわたる議員生涯において、議会で発言したのは1770年3月に動議に賛成したときの1回だけだった。

## 生涯

### 生い立ち
第4代準男爵サー・オーランド・ブリッジマンと妻アン（Anne、旧姓ニューポート（Newport）、1752年8月19日没、第2代ブラッドフォード伯爵リチャード・ニューポートの娘）の次男（長男ジョンは早世）として、1725年9月7日に生まれた。1744年5月5日にケンブリッジ大学クイーンズ・カレッジに、同年7月6日にリンカーン法曹院に入学、1747年にクイーンズ・カレッジでM.A.の学位を修得した。

### ポウィス伯爵の追随者として
1748年12月、初代ポウィス伯爵ヘンリー・アーサー・ハーバートの支持を受けてラッドロー選挙区の補欠選挙に出馬、無投票で当選した。議会ではシュロップシャー出身のホイッグ党員としてポウィス伯爵に追随、1754年と1761年の総選挙でポウィス伯爵の支持を受けて再選した。 
1756年2月23日に初代ニューカッスル公爵トマス・ペラム＝ホリスの助力により王太子家の書記官（Clerk of the Household to the Prince of Wales）に任命され、1760年10月25日に王太子がジョージ3世として国王に即位すると退任した。1761年3月17日にClerk Comptroller of the Green Clothに任命された後、1762年12月24日にSecond Clerk of the Green Clothに転じ、1764年4月18日までに解任された。1762年4月18日に母方のおじにあたる第4代ブラッドフォード伯爵トマス・ニューポートが死去すると、ウェストンの地所を継承した。

### ホイッグ党員として
トーリー党内閣であるビュート伯爵内閣期（1762年 – 1763年）にポウィス伯爵が野党から与党に転じると、ブリッジマンも1762年12月には七年戦争の予備講和条約を支持したとされた。しかし、グレンヴィル内閣期（1763年 – 1765年）には再び野党に転じ、1763年秋から1764年2月にかけて数回野党に同調して投票したため、宮廷職を解任された。1764年7月25日に父が死去すると、準男爵位とキャッスル・ブロミッチの地所を継承した。第1次ロッキンガム侯爵内閣期（1765年 – 1766年）には与党に所属したとされ、チャタム伯爵内閣期（1766年 – 1768年）ではチャタム伯爵派とロッキンガム侯爵派が決裂したときもニューカッスル公爵に辞任しないよう説得した。
1766年春にシュロップシャー選挙区選出の議員リチャード・リスターが重病に陥ると、ブリッジマンはロバート・モア、トマス・ウィットモア、ブルック・フォレスター（3人ともにシュロップシャーの選挙区の代表として議員を務めた経験があった）の支持を受けて出馬を検討したが、クライヴ男爵の勢力が中立を決め、ポウィス伯爵がブリッジマンの選出に反対したため、ブリッジマンは補欠選挙の数日前に立候補辞退を発表した。1768年イギリス総選挙でもシュロップシャーからの出馬が噂されたが、実際にはブリッジマン家が一定の影響力を有するウェンロック選挙区でフォレスター家の支持も得て当選した。二家は支出を折半する形で協力し続け、ブリッジマンは1774年、1780年、1784年、1790年の総選挙で再選した。1769年7月3日、ケンブリッジ大学よりLL.D.の学位を授与された。
ナサニエル・ライダー（のちの初代ハロービー男爵）の日記によれば、ブリッジマンは1767年1月第3代グラフトン公爵オーガスタス・フィッツロイ（1768年から1770年までの首相、1767年時点では第一大蔵卿）に叙爵を申請して失敗した。グラフトン公爵内閣期（1768年 – 1770年）では1769年のジョン・ウィルクス当選問題で野党に同調して、ウィルクスを支持するよう投票した。ノース内閣期（1770年 – 1782年）にも野党の一員として行動、シェルバーン伯爵内閣期（1782年 – 1783年）ではフォックス派の一員として、内閣によるアメリカ独立戦争予備講和条約に反対票を投じた。

### ポートランド公爵派ホイッグ党員として
フォックス＝ノース連立内閣期（1783年）ではフォックスの東インド法案に賛成票を投じ、第1次小ピット内閣（1783年 – 1801年）でははじめ野党の立場にあったが、党派的な議題でなかった首相小ピットの選挙改革案には賛成した。小ピット内閣期ではフォックス派ではなくポートランド公爵派ホイッグ党に所属したとされ、ポートランド公爵は1780年にウィガン選挙区の1議席を同選挙区で一定の影響力を有するブリッジマンに譲り、ブリッジマンは息子をウィガン選挙区で当選させた。1785年にホイッグ・クラブ（Whig Club）に加入した後も引き続き小ピット内閣に対する野党の立場にあったが、1794年にポートランド公爵が与党に転じると、ポートランド公爵派への褒賞として叙爵が行われることになり、ブリッジマンは1794年8月13日にグレートブリテン貴族であるシュロップシャーにおけるブラッドフォードのブラッドフォード男爵に叙された。46年間にわたる庶民院議員生涯において、議会で発言したのは1770年3月に動議に賛成したときの1回だけだった。

### 晩年
1793年7月4日、オックスフォード大学よりD.C.L.の学位を授与された。
1800年6月5日にロンドンのオールド・バーリントン・ストリートで死去、三男オーランドが爵位を継承した。

## 家族
1755年7月12日、エリザベス・シンプソン（Elizabeth Simpson、1735年11月14日 – 1806年3月6日 バース、ジョン・シンプソンの娘）と結婚、5男3女をもうけた。
- ヘンリー・シンプソン（1757年4月12日 – 1782年7月26日） - 庶民院議員、生涯未婚[16]
- アン（1757年11月29日 – 12月[17]）
- オーランド（1759年1月24日 – ?） - 夭折[17]
- シャーロット（1761年1月28日 – 1802年7月6日） - 1784年5月15日、ヘンリー・グレスウォルド・ルイス（Henry Greswolde Lewis）と結婚[17]
- オーランド（1762年3月19日 – 1825年9月7日） - 第2代ブラッドフォード男爵、初代ブラッドフォード伯爵[3]
- ジョン（英語版）（1763年5月13日 – 1850年6月5日） - 庶民院議員。1784年6月3日、ヘンリエッタ・フランシス・ウォーズリー（Henrietta Frances Worsley、1791年7月25日没、第6代準男爵サー・トマス・ウォーズリーの娘）と結婚、子供あり。1793年11月27日、グレース・エストウィック（Grace Estwicke、1839年1月1日没、サミュエル・エストウィックの娘）と再婚、子供あり[2]
- エリザベス・ダイアナ（1764年6月5日 – 1810年5月5日[17]） - 1794年2月10日、ジョージ・ウィリアム・ガニング（英語版）と結婚、子供あり[18]
- ジョージ（1765年8月11日 – 1832年10月27日） - 1792年7月28日、ルーシー・ボイル（Lucy Boyle、1801年9月7日没、第7代コーク伯爵エドマンド・ボイルの娘）と結婚、子供あり。1809年8月16日、シャーロット・ルイーザ・ポインツ（Charlotte Louisa Poyntz、1840年1月26日没、ウィリアム・ポインツの娘）と再婚、子供あり[2]